# Honinglori
De honinglori (Synorhacma multistriata synoniem: Charmosyna multistriata) is een vogel uit de familie Psittaculidae (papegaaien van de Oude Wereld).

## Verspreiding en leefgebied
Deze soort is endemisch in Nieuw-Guinea.